# 찰스 배비지
찰스 배비지(영어: Charles Babbage, 1791년 12월 26일~1871년 10월 18일)는 영국의 수학자, 컴퓨터과학자이자 철학자, 발명가로서 '프로그램이 가능한 컴퓨터' 개념의 시초자이다. "컴퓨터의 아버지"로 불린다.
배비지는 기계식 컴퓨터를 최초로 개발한 인물로 평가 받고 있으며, 그의 개발 이후 더욱 복잡한 형태의 기계식 컴퓨터들이 등장하게 되었다. 배비지가 생전에 남긴 수많은 업적은 당대 최고의 박식가로 인정받게 하기에 충분했다.
19세기 당시 예산과 기술의 부족으로 완성되지 못한 배비지의 기계식 계산기의 일부는 런던 과학 박물관에 소장되어 있다. 1991년, 배비지가 설계한 차분기관이 완성되게 되었으며 성공적으로 작동하였다. 이는 19세기 당시 배비지의 설계가 유효한 것임을 입증한 것이다. 2000년에는 차분기관의 인쇄기의 재현에 성공하였는데, 이 인쇄기는 19세기에 설계된 기계 장치 수준에서는 상당히 섬세한 것으로 여겨지고 있다.

## 출생

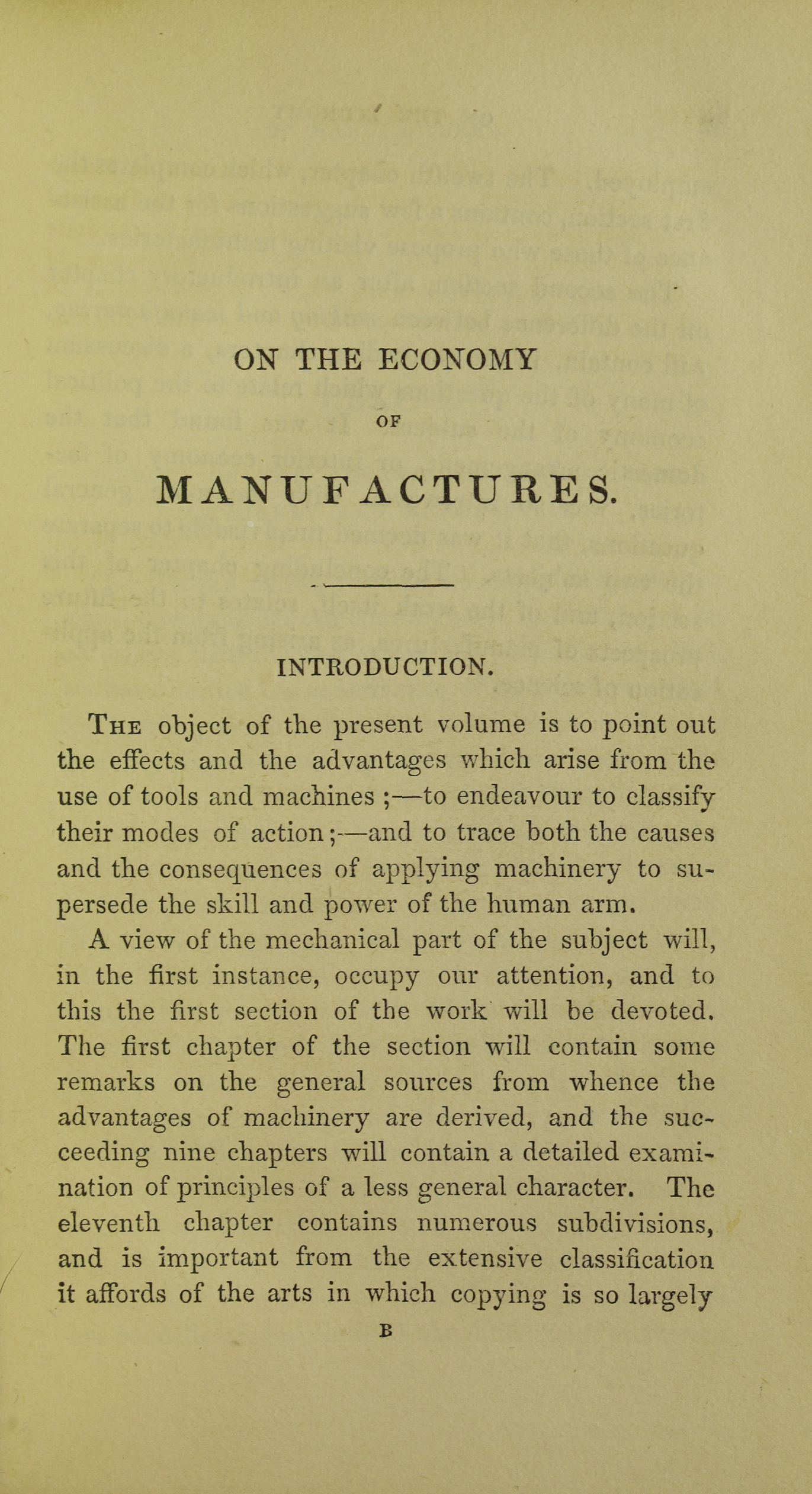
On the economy of machinery and manufactures, 1835

찰스 배비지의 출생지는 아직도 확실히 밝혀지진 않았지만 영국 런던 월워스 로드 44 크로스비 로우인 것이 거의 대부분의 의견이다. 라르컴 스트리트(Larcom Street)와 월워스 로드의 교차로에 설치된 블루 플래크에 그의 이름이 기념돼 있다.
배비지의 출생일은 1792년 12월 26일로 그의 사망기사에 쓰여졌다. 하지만 그 기사가 전해진 후 배비지의 조카가 밝히기를 그의 출생일은 기사에 쓰인 날짜의 1년 전인 1791년이라고 밝혔다. 런던 뉴윙턴에 위치한 세인트 메리 성공회 교회의 기록에 의하면 배비지의 유아 세례식날은 1792년 1월 6일로 1791년 출생을 뒷받침한다.

## 교육
찰스 배비지는 부유한 아버지 덕에 여러 학교와 여러 가정교사 밑에서 초등교육을 받을 수 있었다. 여덟 살 즈음 배비지는 심한 열병에 걸려서 완쾌하기 위해 데번주 알핑턴에 있는 시골학교에 다니게 되었다. 배비지는 잠시 동안 타트니스에 있는 에드워드 6세 커뮤니티 칼리지에 다니기도 하였지만, 건강이 악화되어 한동안 가정교사들에게 교육을 받았다.
그 후 스티븐 프리먼(Stephen Freeman) 목사가 운영하는 홈우드 학원(Holmwood academy)에 들어갔다. 학원에 잘 갖춰진 도서시설은 배비지의 수학에 대한 사랑을 일깨웠다. 학원을 떠난 후 그는 두 명의 가정교사 밑에서 공부했다. 이 중 두 번째 가정교사는 배비지가 케임브리지 대학교에 들어가기 전에 충분한 선행지식을 갖출 수 있게 해 주었다.
1810년 배비지는 케임브리지 대학교 트리니티 칼리지에 입학한다. 그러나 라이프니츠, 라그랑주, 토마스 심슨, 라크룩스 등의 연구결과에 대해 미리 폭넓게 알고 있었던 배비지는 케임브리지 대학교의 수학교육에 아주 크게 실망하였다. 그리하여 배비지는 1812년 존 허셜, 조지 피콕 등 여러 친구들과 함께 해석 학회(Analytical Society)라는 모임을 만들었다. 이들은 후에 판사이자 연구 후원자가 되는 에드워드 라이언과도 매우 친한 친구였다.
1812년 피터하우스 칼리지로 학적을 옮긴 배비지는 피터하우스의 가장 뛰어난 수학자로 꼽혔지만 우등으로 졸업하지는 않았다. 대신 그는 1814년에 시험을 치지 않고 학위를 받았다.
배비지는 아담 스미스의 분업에 대한 사고를 이어받아 기술적 분업의 이점을 체계화했다.

## 결혼, 가족, 죽음

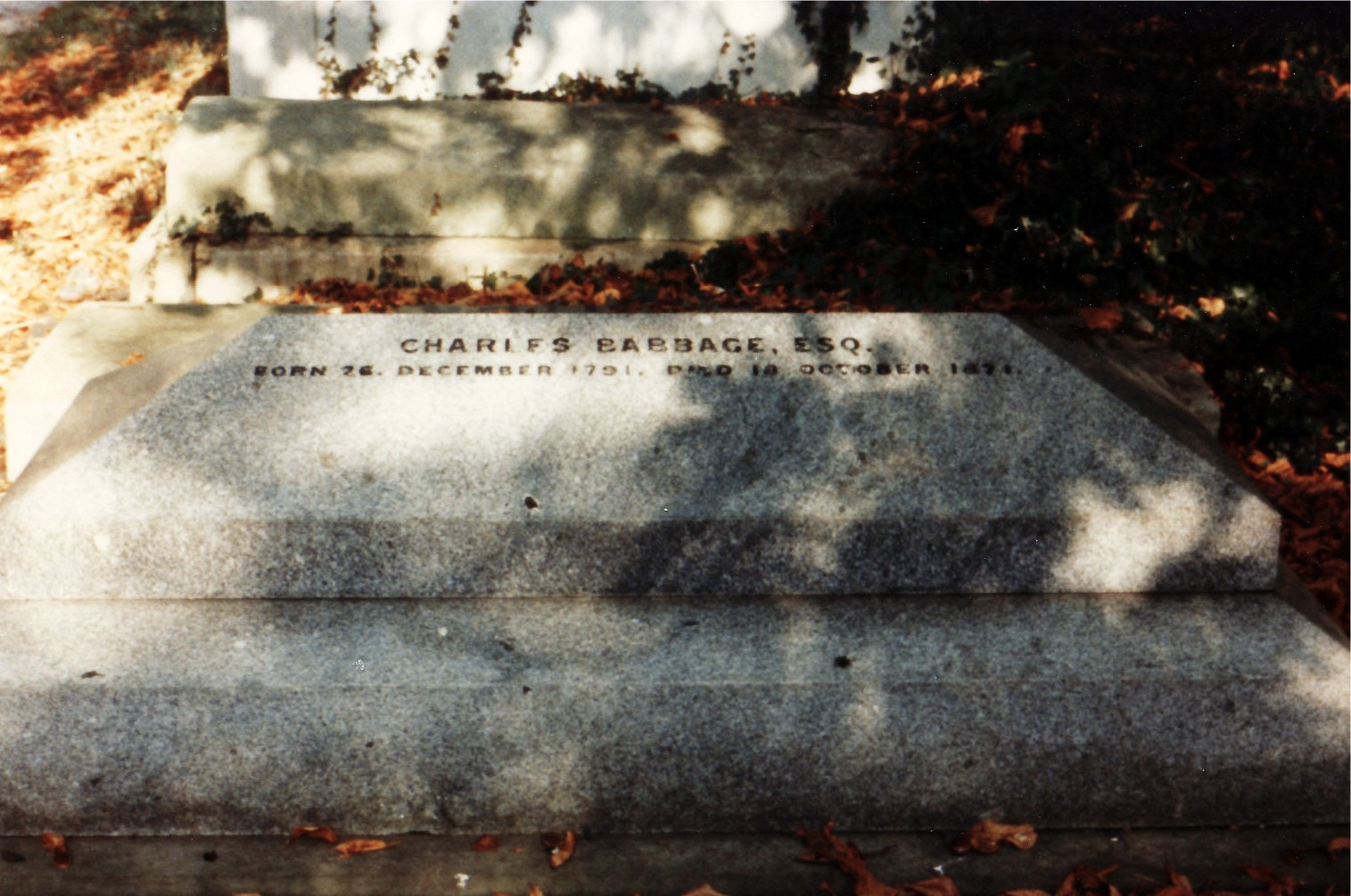
켄설 그린 묘지에 있는 배비지의 묘

배비지는 1814년 7월 25일 조지아나 휘트모어(Georgiana Whitmore)와 타인마우트의 세인트 미카엘 교회에서 결혼하였다. 부부는 런던 포트랜드 플래이스 5 데번셔 스트리트로 옮기기 전 슈롭셔주의 덧마스턴 홀에 살았다. 이곳은 배비지가 중앙 난방 시스템을 설계한 곳이다
찰스와 조지아나는 여덟 명의 아이를 낳았지만 벤저민 허셜 배비지, 조지아나 휘트모어 배비지, 더갈드 브롬헤드 배비지, 헨리 프레보스트 배비지 등 네 명만이 생존했다. 아내 조지아나도 1827년 9월 1일 사망했다. 아버지, 아내, 아들 등의 부고로 겹친 불운에 배비지는 정신적 충격에 휩싸였고, 기구 제작도 지연되었다.
배비지의 막내아들인 헨리 프레보스트 배비지는 여섯개의 다른 차분기관을 그의 아버지의 디자인을 써서 만들기 시작하였고, 그 중 하나가 하버드 마크 I의 선구자인 하워드 에이컨에게 보내졌다. 덧마스턴 홀에 전시되어 있던 핸리 프레보스트의 1910 분석기구 밀(1910 Analytical Engine Mill)은 현재 런던 과학 박물관에 전시돼 있다.
찰스 배비지는 1871년 10월 18일 79세로 사망하여 런던의 켄설 그린 묘지에 묻혔다. 홀스리에 의하면 배비지는 방광염에 연관된 신장이상으로 사망하였다 한다. 1983년 실시된 배비지의 부검결과는 후에 배비지의 한 자손에 의해 알려졌는데, 원본 복사본이 참고용으로 현존한다. 배비지의 뇌는 현재 런던 과학 박물관에 보관되어 있다.

## 컴퓨터의 디자인
배비지는 인간의 잦은 계산 오차를 줄일수 있을 수학 테이블의 기계적 계산방식을 찾기 원했다. 어수선함을 싫어하는 성격; 로그 테이블의 사용 경험; 빌헬름 쉬카드, 파스칼, 라이프니츠 등이 시작한 계산하는 기구에 대한 연구자료 등 크게 세가지의 이유가 그에게 영향을 미친 것으로 보인다. 배비지는 1822년 험프리 데이비에게 보내는 편지에서 계산하는 엔진에 대한 원리 등을 논의했다.

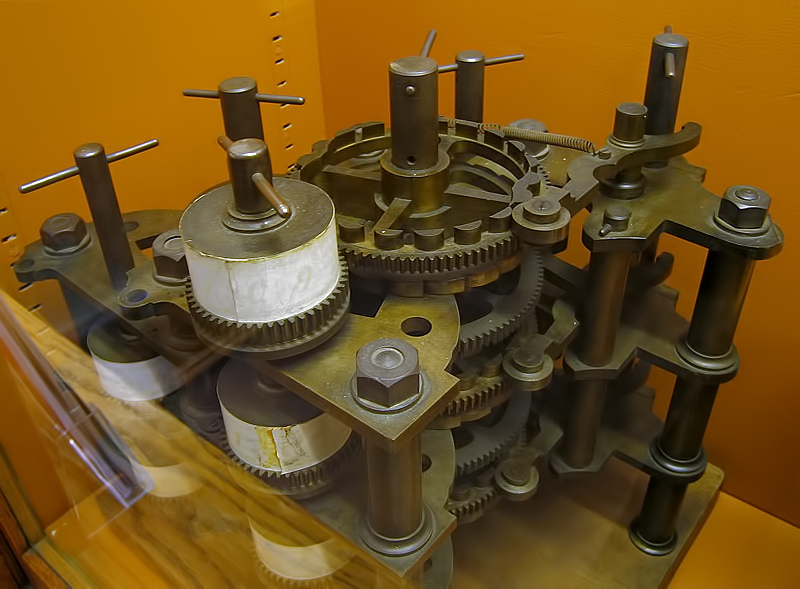
배비지의 차분기관의 일부분, 사망후 배비지의 아들이 그의 연구실에서 찾은 부속으로 조립함.

크게 자금 문제와 성격상 문제로 하여 기구가 완성되진 못했지만, 배비지의 기구는 기계적 컴퓨터의 근원 중 하나다. 배비지는 어떤 증기로 작동하는 기구의 어느정도의 성공으로 계산이 기계화될 수 있다는 것을 확인하였다. 배비지의 기구는 기계적이고 다루기 힘들었지만 기초 구조는 현재의 컴퓨터와 매우 흡사하였다. 데이터와 메모리는 분리되었고, 지시에 따른 작동에, 조종 유닛은 어느 조건에 따라 지시를 넘길 수 있었고 또한 입/출력 장치가 분리 배치돼 있었다.

### 차분기관
배비지가 살았던 시절, 수학용 표의 계산은 계산수라고 불리는 사람들이 맡아 손으로 계산하였다. 이런 방식은 계산 과정에서나 결과를 옮겨쓰는 과정에서 오류가 발생하였다. 배비지는 케임브리지에서 이런 오류를 보면서, 계산 진행에 기계를 도입할 수 있겠다는 생각을 하게 되었다. 그는 1822년 다항식 함수를 계산할 수 있는 차분기관이라는 기구를 설계하였다. 그 시대 다른이들의 시도와는 달리 배비지의 차분기관은 여러 개의 수를 자동계산할 수 있게 만들어졌다. 유한 차분의 방법으로 계산과정에서 곱셈, 나눗셈을 배제할 수 있었다.

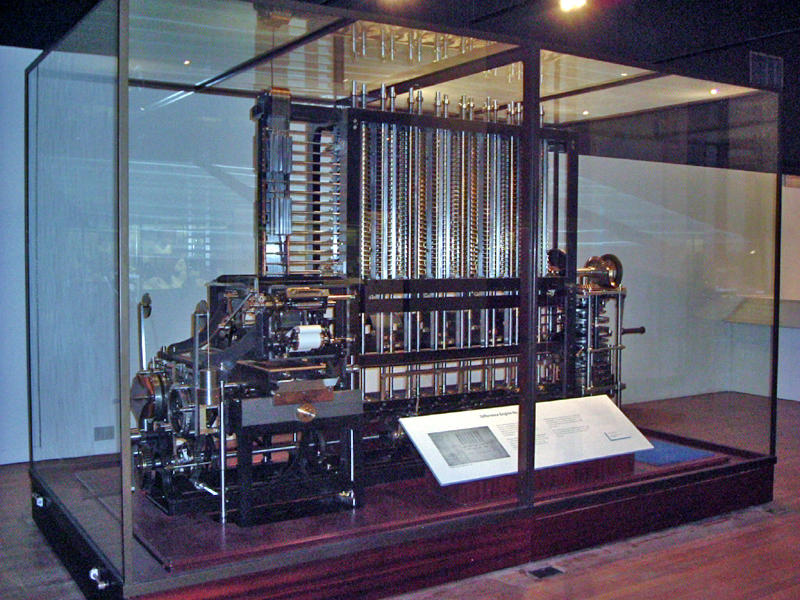
런던 과학 박물관의 차분기관 2호. 배비지의 디자인을 토대로 만들어짐.

처음 제작된 차분기관은 25,000 개의 부속에, 자그마치 15 t(13,600 kg)이었고, 높이는 8 피트나 되었다. 충분한 지원자금이 주어졌지만 배비지의 첫 번째 프로젝트는 끝을 못내고 막을 내렸다. 그 후, 1989년부터 1991년 사이에 배비지의 설계를 바탕으로 약간의 오류 수정을 통해 19세기에 구현이 가능했던 기술 수준 내에서 차분기관 2호가 실제로 구현되었다. 이 기구는 런던 과학 박물관에서 만들어 전시되어 있으며, 기존의 휴대용 계산기보다 훨씬 많은 자리수인 31개의 자리수를 계산할 수 있다.

#### 완성된 모델
런던 과학 박물관에서 배비지의 차분기관 2호를 바탕으로 만들어진 차분기관은 2대이며 그 중 하나는 박물관이 보유하고 있다. 다른 하나는 공학자이자 백만장자인 네이슨 멀볼드(Nathan Myhrvold)가 보유하여, 2009년 4월까지 미국 캘리포니아의 컴퓨터 역사 박물관에 전시되어 있다가 멀볼드의 개인 콜렉션 장소로 옮겨졌다. 런던 과학 박물관에서 만들어지기 전에 차분기관 2호는 실제로 완성된 적이 없었으므로 두 개의 모델은 '재현'된 기구가 아니다.

## 약력
- 1810년 케임브리지 트리니티 대학에서 학업을 시작. 주요 관심분유는 수학과 화학
- 1814년 케임브리지 피터하우스 대학에서 졸업. 조지아나 휘트모어와 결혼
- 1816년 왕립학회 회원
- 1817년 철학 석사 학위
- 1820년 존 허셸, 조지 피콕과 함께 해석 학회를 조직하여 대륙의 앞선 수학을 영국 수학계가 받아들이도록 노력함. (특히, 라이프니츠의 미분 표기법)
- 1823년 영국 정부의 지원으로 차분기관 1호에 대한 연구를 시작.
- 1826년 보험사업에 통계학에 기반한 사망률표를 이용하게 한 짧은 소논문을 발표.
- 1827년 아버지, 부인, 그리고 한 아들의 사망 후 유럽을 1년동안 여행.
- 1828년 케임브리지 대학 수학교수가 됨. 1839년까지 루카스 교수를 역임. 그러나 강의는 맡지 않음.
- 1831년 왕립학회에 불만을 갖고 영국 과학 선진 협회를 조직.
- 1832년 저서 《기계와 생산자의 경제학》 출판됨. 이 책은 당시 산업자본의 기술과 조직에 대한 분석을 내놓고 있음. 세공 기술자 조셉 클레멘트와 25000개의 부품으로 이루어진 차분 기관의 첫 모듈 완성.
- 1833년 자비로 해석기관의 연구 시작.
- 1834년 런던에서 통계학회를 설립.
- 1842년 영국 정부 차분기관 1호 계획을 중지.
- 1846년 배비지 해석기관의 개발을 중지.
- 1847년 (약 1949년까지) 차분 기관 2호의 세부 계획을 세움. 2호는 1호보다 훨씬 적은 수의 부품을 사용하도록 설계됨.